# Туленгут
Туленгу́т (каз. Төлеңгіт) — село у складі Мендикаринського району Костанайської області Казахстану. Входить до складу Каракогинського сільського округу.
Населення — 98 осіб (2021; 194 у 2009, 369 у 1999, 243 у 1989).